# Hạ Trung
Hạ Trung là một xã thuộc huyện Bá Thước, tỉnh Thanh Hóa, Việt Nam.
Xã Hạ Trung có diện tích 37,31 km², dân số năm 1999 là 3059 người, mật độ dân số đạt 82 người/km².
Xã Hạ Trung có vị trí địa lý như sau: phía đông giáp xã Lương Nội, phía nam giáp xã Ái Thượng, phía tây giáp xã Tân Lập và phía bắc giáp xã Cổ Lũng.